# Ian Boswell
Ian Boswell (Bend, Oregón, 7 de febrero de 1991) es un ciclista estadounidense.

## Biografía
Llegó al profesionalismo en el equipo Bissell Cycling en 2010. Allí tuvo una destacada actuación en el Tour de Utah, logrando la tercera posición en la general. Si bien la carrera estaba catalogada como NE (evento nacional), Boswell sólo fue superado por dos destacados del ciclismo como Levi Leipheimer y Francisco Mancebo.
En 2011, pasó al Trek-Livestrong U23, formación filial del Team RadioShack donde permaneció dos temporadas. En 2012 fue cuando logró sus mejores actuaciones, donde destacó junto a su compañero de equipo Joe Dombrowski en el Tour de Utah. Fue 4.º y 8.º en las etapas claves de la carrera, lo que lo llevaron a finalizar en una excelente 5.ª posición en la general. 
Finalizado el Tour de Utah, fue contratado como stagiaire en el equipo neerlandés Argos-Shimano. Previamente corrió el Tour del Porvenir con el equipo de Estados Unidos, carrera en que también finalizó 5.º.
En 2013 llegó junto a Joe Dombrowski al Sky para ser parte de la nueva era de ciclistas y es uno de los tres corredores estadounidenses en la lista del equipo.
En enero de 2020 anunció su retirada del ciclismo de carretera con la intención de dedicarse al gravel.

## Palmarés
No logró victorias en carreras profesionales.

## Resultados en Grandes Vueltas
| Carrera | Carrera         | 2010 | 2011 | 2012 | 2013 | 2014 | 2015 | 2016 | 2017 | 2018  | 2019 |
| ------- | --------------- | ---- | ---- | ---- | ---- | ---- | ---- | ---- | ---- | ----- | ---- |
|         | Giro de Italia  | —    | —    | —    | —    | —    | —    | 71.º | —    | —     | —    |
|         | Tour de Francia | —    | —    | —    | —    | —    | —    | —    | —    | 79.º  | —    |
|         | Vuelta a España | —    | —    | —    | —    | —    | 71.º | 80.º | —    | 126.º | —    |

—: no participa

Ab.: abandono

## Equipos
- Bissell Cycling (2010)
- Trek/Bontrager (2011-2012)
  - Trek-Livestrong (2011)
  - Bontrager-Livestrong (2012)
- Team Argos-Shimano (2012)[2]
- Sky (2013-2017)
  - Sky Procycling (2013)
  - Team Sky (2014-2017)
- Team Katusha-Alpecin[3] (2018-2019)